# Törritorium
Törritorium je sedmé řadové album kapely Törr. Bonus Mallevs Maleficarvm je anglická verze skladby Kladivo na čarodějnice. Vyšlo i jako LP.

## Seznam skladeb
1. Törritorium
2. Čert mě vem
3. Revoluce zla
4. Generace mrtvol
5. Ten den
6. Vnitřní hlas
7. Rezervace
8. Přes propast času
9. Zatracenej
10. Lůza
11. Milion let
12. Gotika
13. Exit us
14. Mallevs Maleficarvm (bonus)

## Album bylo nahráno ve složení
- Ota Hereš – kytara, zpěv
- Vlasta Henych – baskytara, zpěv
- Radek Sladký – bicí